# LaOtra
La Otra (estilizado como LaOtra) é o segundo canal de televisão autonómico da Comunidade de Madri (Espanha), que emite através do sistema de Televisão Digital Terrestre.

## História

### Inícios
O 1 de outubro de 2000, o Ente Público Radiotelevisión Madri começou suas emissões no Televisão Digital Terrestre. A partir de então, a transmissão de Telemadrid no sistema analógico completar-se-ia com a emissão em digital da corrente. Ademais, nesse mesmo dia iniciaram-se, exclusivamente no sistema digital, as transmissões de laOtra, o segundo canal autonómico da Comunidade de Madri.
Um ano depois, começaram suas emissões definitivas no sistema digital. 

### A abertura ao sistema analógico
O 15 de setembro de 2005, começou a emissão em provas de laOtra através do sistema analógico de televisão para toda a Comunidade de Madri, sem a apropriada licença por parte do Ministério de Indústria. Durante esta etapa, modificou-se a programação de laOtra, à que se somaram redifusiones de Telemadrid, programação infantil, noticiários e conteúdos desportivos (entre eles, futebol de segunda divisão).
Na actualidade, la Otra pode-se ver na totalidade da Comunidade de Madri e em grande parte das províncias de Toledo e Guadalajara pelo desbordamiento do sinal de Torrespaña.